# アンブローズ・ルックウッド
アンブローズ・ルックウッド（Ambrose Rookwood、1578年頃 - 1606年1月31日）は、イングランド史において、プロテスタントのイングランド国王ジェームズ1世を暗殺し、カトリックの君主に挿げ替えようとした1605年の過激派カトリック教徒らによる火薬陰謀事件のメンバーの一人。
イングランドのサフォークのスタンニング・フィールドにて、裕福なカトリック教徒の家に4人兄弟の次男として生まれる。兄弟全員が大陸に渡ってフランドル地方でイエズス会の教育を受け、兄はフランシスコ会に、2人の弟はイエズス会に入り、それぞれカトリックの司祭に叙階された。ルックウッドは父の死に際して財産を相続し、馬屋の経営者となった。ローマ・カトリック教徒として著名なターウィット家の子女エリザベスと結婚し、少なくとも2人の息子をもうけた。所有地ではカトリックの司祭らを匿い、1601年のエセックス伯の反乱にも参加した。
1603年にイングランド王としてジェームズ1世が即位すると、多くのカトリック教徒たちはカトリックへの寛容政策を期待していたが、次第に失望に変わった。その一人である過激派のロバート・ケイツビーは貴族院（ウェストミンスター宮殿）で行われる議会開会式にて、議場を大量の火薬をもって爆破し、ジェームズ及び政府要人らをまとめて暗殺した上で、同時にミッドランズ地方で民衆叛乱を起こし、カトリックの傀儡君主を立てることを計画した。
もともとケイツビーと面識のあったルックウッドは、計画を知らされずに彼から火薬の供給依頼を受けていたが、1605年9月には正式に誘われ、計画に加担することを決めた。ミッドランズでの反乱はジェームズの9歳になる娘エリザベス王女を捕らえて女王に据えるというものであり、この蜂起の成功の可否にはルックウッドの高級馬が必要不可欠と計画者たちから見なされた。
しかし、陰謀を密告する匿名の手紙に基づき、イングランド当局は計画決行日の前日である1605年11月4日の深夜にウェストミンスター宮殿の捜索を行い、貴族院の地下室にて、大量の火薬とそれを管理していたガイ・フォークスを発見し、計画は露見した。
ロンドンにいたルックウッドはフォークス逮捕のニュースを聞いて即座に街から脱出し、ミッドランズに向かい、爆破成功の報を待っていたケイツビーらに計画の失敗を伝えた。そして当初予定通りにミッドランズで反乱を起こして最後の抵抗を試みようとした仲間たちと行動を共にした。ところが、ロンドンの情報が広がったことによってもはやケイツビーらを支持したり協力を申し出る者はおらず、計画は頓挫した。
11月8日の早朝に、滞在していたスタッフォードシャーのホルベッチ・ハウスを、ウスターの州長官率いる200人の部隊に襲撃され、その戦闘の中でケイツビーは射殺され、ルックウッドら生き残った仲間たちはロンドン塔に投獄された。
その後、1606年1月27日のウェストミンスター・ホールにおける裁判では起訴事実に対して無罪を主張したが、大逆罪での首吊り・内臓抉り・四つ裂きの刑が宣告された。
同月31日にルックウッドは他3人の仲間と共にウェストミンスターのオールド・パレス・ヤードで処刑された。

## 前半生

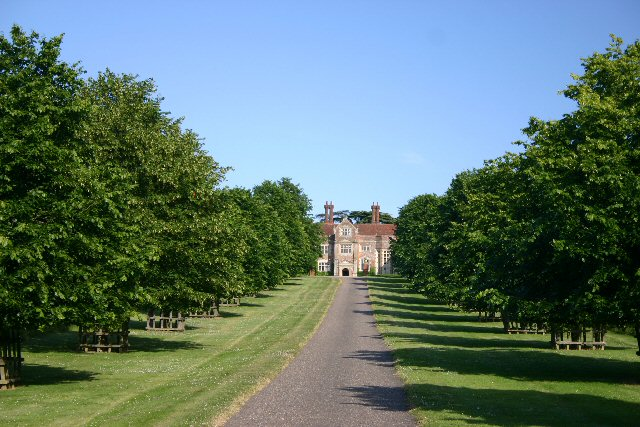
ルックウッド家が所有していたコールドハム・ホールの遠景写真。

アンブローズ・ルックウッドは、ロバート・ルックウッドとその2番目の妻ドロシー・ドリー（Dorothy Drury、ウィリアム・ドリーとエリザベス・ソティルの娘）の間に生まれた4人兄弟の次男として、1578年頃に生まれた。ロバートは前妻のブリジット・ケンプ（Bridget Kemp）とも4人の息子に恵まれたが、いずれも夭折した。
ルックウッド家は300年続くサフォークのスタニングフィールドの旧家であり、裕福なカトリック教徒であった。そのため、イングランド国教会が設立された以降の社会では当局の監視を受けていた。アンブローズの従兄弟であるエドワードは教皇派で、信仰のために10年間を監獄で過ごしたが1578年には自宅のユーストン・ホールにてエリザベス女王を歓待した。ところがこれには多大な費用が掛かって一家の財政状況を大きく悪化させ、その後何年にもわたって一族の影響力を弱めるものであった。
アンブローズの両親は国教忌避者のために投獄され、彼自身も同じ罪状で1605年2月に起訴された。ただ、彼は明らかに自分の信仰心が周りに知られることを好んでいた。1605年の夏、ロンドンの刃物師ジョン・クラドックに依頼して、キリストの受難の物語が刻まれた剣の柄にスペイン製の刃を入れるものを作成した。このような武器は一般に公の場で着用するものだったため、これは「潜在的に危険な信仰の表明」であった。
アンブローズは2人の弟（ロバートとクリストファー）と共に、当時フランドル地方にあったサントメール（Saint-Omer）でイエズス会の教育を受けた。
兄弟たちは司祭となり（兄ヘンリーはフランシスコ会に入った）、異母姉のドロテアとスザンナは修道女になった。
イエズス会のオズワルド・テシモンドはルックウッドについて「体格がよくハンサムだが、やや背が低い」と記している。それを補うように贅沢な服を好んで着ていたというが、著述家のアントニア・フレイザーによれば、衣服は資産力ではなく地位を示すと考えられていた当時において、このような服道楽は、やや不適切だったという。

### 結婚と投獄
1599年かその少し前に、リンカンシャーのケトルビーに住むウィリアム・ターウィットの娘エリザベスと結婚した。ターウィット家も著名なローマ・カトリック教徒の一家であり、ウィリアムの妻は後の火薬陰謀事件で仲間となるロバート・キーズの従姉妹であった可能性もある。
2人はロバートとヘンリーの2人の息子に恵まれた。
1600年の父親の死に際して、コールドハム・ホールを相続した。その後ここは司祭の避難所として使用された。翌年のエセックス伯の反乱に参加したが、捕縛されてニューゲート監獄に投獄された。

## 火薬陰謀事件
1603年にカトリックを弾圧したエリザベス女王が亡くなり、ジェームズ1世がイングランド国王に即位した。彼自身はプロテスタントであったものの、彼の母であるスコットランド女王メアリーはカトリックの殉教者と見なされていたため、イングランド国内のカトリック教徒の多くは彼がカトリックへの寛容政策をとるのではないかと期待していた。実際に即位直後は寛容的な態度を見せたものの、妻アンにローマ教皇から密かにロザリオが贈られたことなどが発覚し、1604年2月にはカトリック司祭の国外退去命令が出されたり、国教忌避者に対する罰金の徴収が再開された。これによりカトリック教徒たちは国王に大いに失望した。その中の一人である過激派のロバート・ケイツビーは、議会開会式にて議場を大量の火薬で爆破してジェームズ及び政府要人をまとめて暗殺し、また同時にミッドランズ地方で反乱を起こしてカトリックの傀儡君主を立てることを計画した（火薬陰謀事件）。

### 陰謀への参加
1605年8月、ルックウッドはイエズス会のヘンリー・ガーネット、ジョン・ジェラードの両神父ともに、ウェールズのホリウェルにある聖ウィニフリッドの井戸への巡礼の旅に出かけた。
9月下旬に入って、火薬陰謀事件の主要メンバーであるロバート・ケイツビー、トマス・ウィンター、ジョン・ライトの3人から陰謀への参加を呼びかけられた。
この時点で一味は9人であったが、資金が枯渇しており、新たな仲間を欲していた。ルックウッドは馬の飼育をしており、コールドハム・ホールにある彼の馬小屋には、ミッドランズで反乱を起こす際には必要となる優れた馬がいた。
実はこの約1年ほど前にもフランドル地方のウィリアム・スタンリー連隊のためという理由で火薬の供給を行ったことはあったが（これはロンドン条約の締結に伴い違法ではなかった）、それまで計画に対して資金提供を行ったことはなかった。
推測の域は出ないが、妻がロバート・キーズの関係者であったことから、ルックウッドはもともと計画に感づいていた可能性がある。
当初、彼は議会に出席して爆発に巻き込まれることになるであろうカトリックの領主達の身を案じていたが、ケイツビーが彼らを騙して出席を見送るように手配すると約束したことで、不安は和らいでいた。また彼が抱いていた計画への疑念は、ケイツビーが「イエズス会がこの計画を承認している」という嘘によって解消された。
ルックウッドはウィンター家が所有するハディントン・コートに滞在し、さらにその月内にはカトリックのラコン家が所有するキンレット・ホールに移ったが、聖ミカエル祭明けにはケイツビーの命令でストラットフォード近くのクロプトン・ハウスを借りて移住した。彼はチャリス、十字架、祭服、ラテン語の本、数珠など、いくつかのカトリックの宗教的シンボルを持ち込んだ。これらはイエズス会のニコラス・オーウェン (イエズス会士)ニコラス・オーウェンが作った地下室（聖職者の巣穴）に隠されていた。
11月5日の計画決行日が迫る10月も終わりの頃に、ルックウッドはロンドンの下宿でキーズと合流した。
計画予定日の数日前にはジョン・クラドックに依頼していた剣についてグリップを金色のものに変更してもらった。この剣には合計で20ポンド以上の費用が掛かったと思われるが、計画前日の11月4日に納品された。

### 陰謀の露見と逃亡
決行日まで10日と迫った10月26日、モンティーグル男爵の元に差出人は不明で陰謀を示唆する警告の手紙が届けられた。彼はこれを即座に国王秘書長官ロバート・セシル（当時はソールズベリー伯）に報告し、未だ全貌がわからないものの、イングランド当局が陰謀を察知することになった。この手紙の存在はすぐにケイツビーらも察知したが、内容の不明瞭さから計画に支障はないと判断した。
前日の11月4日にはトマス・パーシーが主君のノーサンバーランド伯を訪ねて、手紙にまつわる噂について確認を行った。その上でロンドンに戻ると、ジョン・ライト、トマス・ウィンター、ロバート・キーズの3人に心配する必要はないと答えた。同夜、ミッドランズの反乱のために、ケイツビーはジョンやトマス・ベイツを伴いロンドンを出立した。しかし、手紙に基づいて貴族院周辺の探索が行われており、深夜に貴族院の地下室にて、大量の火薬及びそれを管理していたガイ・フォークスが発見・逮捕されてしまった。
すぐにロンドン市内に「ジョン・ジョンソン（ガイ・フォークスの偽名）」逮捕のニュースが広がった。まず、このニュースがストランド地区の豪邸（グレートハウス）を中心に広まった際に、クリストファー・ライトが事態に気づき、宿屋「ダック・アンド・ドレイク」に泊まっていたトマス・ウィンターの元へ駆けつけた。ウィンターは彼にニュースの真偽を確認するように命じ、政府が（ジョン・ジョンソンの雇い主であった）トマス・パーシーを探していることを確認すると、次にパーシーに警告に向かうように命じた。こうしてクリストファーとパーシーはひと足早くロンドンを脱し、キーズもニュースを知ると即座に脱した。
後発であったが、馬術の名手であったルックウッドは1頭の馬で30マイルを2時間で走破した。また沿道に残しておいた様々な馬を使って、ハイゲート付近で先行していたキーズを追い抜き、さらにリトル・ブリックヒルでクリストファーとパーシーも追い抜いた。そしてダンススタンブルでケイツビー一行と合流し、ロンドンの事態を報告した。間もなくパーシーらも合流し、一行はディグビーが用意した馬でダンチャーチに向かった。キーズは別行動をとることを決め、ドレイトンのモーダント卿の家に向かった。
ケイツビーら6人は午後6時頃にアシュビー・セント・レジャーズに立ち寄り、そこでロバート・ウィンターに会って状況報告を行った。その後、ダンチャーチに到着し、ディグビー、グラントと合流した。計画の失敗にめげず、ケイツビーは武力抗争の余地はまだあると周りを説得した。ディグビーの「狩猟隊」には国王とセシルは死んだと嘘をつき、逃亡者たちは西のワーウィックへと移動した。
11月6日、当局は関係者と思われる者たちへの事情聴取を始めた。この中には、主人の急な出立後も下宿に残っていたルックウッドの使用人もいた。首席裁判官ジョン・ポパムは彼らへの聴取を通して同夜までに陰謀に関わった何名かを割り出し、この容疑者リストの中にはルックウッドの名前もあった。また、有罪の証拠となるカトリックのシンボルを含む、クロプトンでの彼の所持品も押収された。
一方同日、ルックウッドを含む犯人一味はウォリック城を襲撃して物資を調達し、さらにノーブルックに赴きグラントが用意していた武器を回収した。そこからハディントンへと向かい、その道中でケイツビーはコートン・コートにいるガーネット神父や他の神父たちに、事の次第を伝え、カトリックの支持が強いとされるウェールズでの挙兵に協力することを要請する手紙を書いてベイツに届けさせた。手紙を読んだガーネットは、ケイツビーの思惑に反して、彼とその仲間たちに「邪悪な行為」を止め、教皇の説教に耳を傾けるよう懇願した。そして即座に逃亡生活に入った。また彼らの家族や友人らも含め、道行き出会った者たちもまた反逆罪に問われる恐怖から、彼らに実質的に何の支持も同情も与えなかった

### 最後の抵抗
11月7日早朝、ルックウッドは仲間たちと共にハディントンにて告解を行い、聖餐式に臨んだ。主要メンバーと支援者、そしてディグビー率いる狩猟隊を含めた一味の数は、この時点で36名にまで数を減らしていた。降り止まぬ雨の中で彼らはヘウェル・グランジにあるウィンザー卿の空き家で武器や弾薬、資金を手に入れた。未だ彼らが期待していた大規模な反乱の目論見は、地元民の反応によって打ち砕かれた。彼らは、反乱者たちの「神と国」のためという意見に対し、「神と国だけではなくジェームズ王も支持している」と答えた。午後10時頃、一行はスタフォードシャーとの州境にあるホルベッシュ・ハウスに到着した。疲労困憊の彼らはヘウェル・グランジで奪った火薬を乾かすため火の前に広げたが、ここに火の粉が掛かり、火柱が上がった。この炎にルックウッドほか、ケイツビー、グラント、そして狩猟隊の一人が飲み込まれた。火傷を負うもまだマシだったルックウッドとケイツビーに対して、グラントは失明した。仲間たちの何人かは夜のうちに姿を消したが、ルックウッドはケイツビーやグラント、ライト兄弟、パーシーと共に、この場に留まり、王の追跡者たちを迎え撃つ決意を固めた。
11月8日の朝、ウスターシャーの州長官リチャード・ウォルシュ率いる200人の部隊がホルベッシュ・ハウスを包囲した。トマス・ウィンターは中庭を横切るときに肩を撃たれた。ジョン・ライトが撃たれ、続いて彼の弟、そしてルックウッドが撃たれた。逸話によれば、ケイツビーとパーシーはラッキーショットによって1発で仕留められたという。部隊は敷地内に突入し、敵側の死んだ者や瀕死の者の服を剥ぎ取った（この際にまだ息があったライト兄弟が死亡）。本来、犯人の所持品は政府が押収するものであるが、ルックウッドの精巧な剣はいずれかの兵士たちに略奪された。戦闘後、生きていたウィンター、ルックウッド、グラントらは逮捕された。逃亡していた他の仲間たちも大半はすぐに発見され、捕縛された。

## 裁判と処刑
ルックウッドら生きて捕縛された者たちは、最初、州長官の管理下にあるウスターに連行され、次にロンドン塔に移送された。
1606年1月27日、ウェストミンスター・ホールで、国王とその家族が密かに参観する中で、生き残った者たちへの裁判が行われた。彼らの中には「意を決しているかのように」頭を下げる者もいれば、平然としている者もいた。ディグビーを除く全員は「無罪」を主張した。
ルックウッドは、自分は「この世の誰よりも愛している」ケイツビーとの友情によって、この計画に参加させられたのだと弁明した。慈悲を期待できないことを認めつつ、それでもなお「後世に自身の不名誉」を残さないため、慈悲を求めた。
彼の嘆願は無駄に終わり、陪審員たちは有罪判決を下し、死刑を宣告された。3日後にディグビー、ロバート・ウィンター、ジョン・グラント、トーマス・ベイツはセント・ポール教会の西端で首吊り・内臓抉り・四つ裂きの刑に処された。その翌日に、ルックウッドほか、トマス・ウィンター、ロバート・キーズ、ガイ・フォークスは編み枝で作ったハードルに繋がれ、ロンドン塔からウェストミンスターの旧パレスヤードまで馬で引き回されたが、これは他の者らよりも長い距離であった。
ルックウッドは、ストランドにある自分の宿舎の前を通るときに、目を開ければ窓際で待つ妻エリザベスの姿が見えるから、知らせてくれと頼んでいた。彼は「私のために祈ってくれ、祈ってくれ！（Pray for me, pray for me!）」と叫んだ。ジェラード神父（この場には不在）によれば、エリザベスは「そうするわ、だから勇気を持って。自分を完全に神に捧げなさい。神が私にあなたを与えてくれたように、私はあなた（thee）を真摯に神に返すわ」と答えたという。その後、連行の間、彼は目を閉じて祈っていた。この日、まず最初にトマス・ウィンターが首吊りに掛けられ、その後に殺された。続いてルックウッドが登場し、集まった人々に向かって短いスピーチを行った。彼は悔い改め、国王と王妃、そして「王家の子孫」に祝福があるようにと神に祈ったが、「たった1つの汚い雑草でポタージュを台無しにするように」国王がカトリックに改宗しますようにとも祈ってしまった。彼は他の者たちよりも長く首を吊られたようであり、そして残りの刑による苦しみも受けた。